# Carex obtusata
Carex obtusata là một loài thực vật có hoa trong họ Cói. Loài này được Lilj. mô tả khoa học đầu tiên năm 1793.

## Hình ảnh

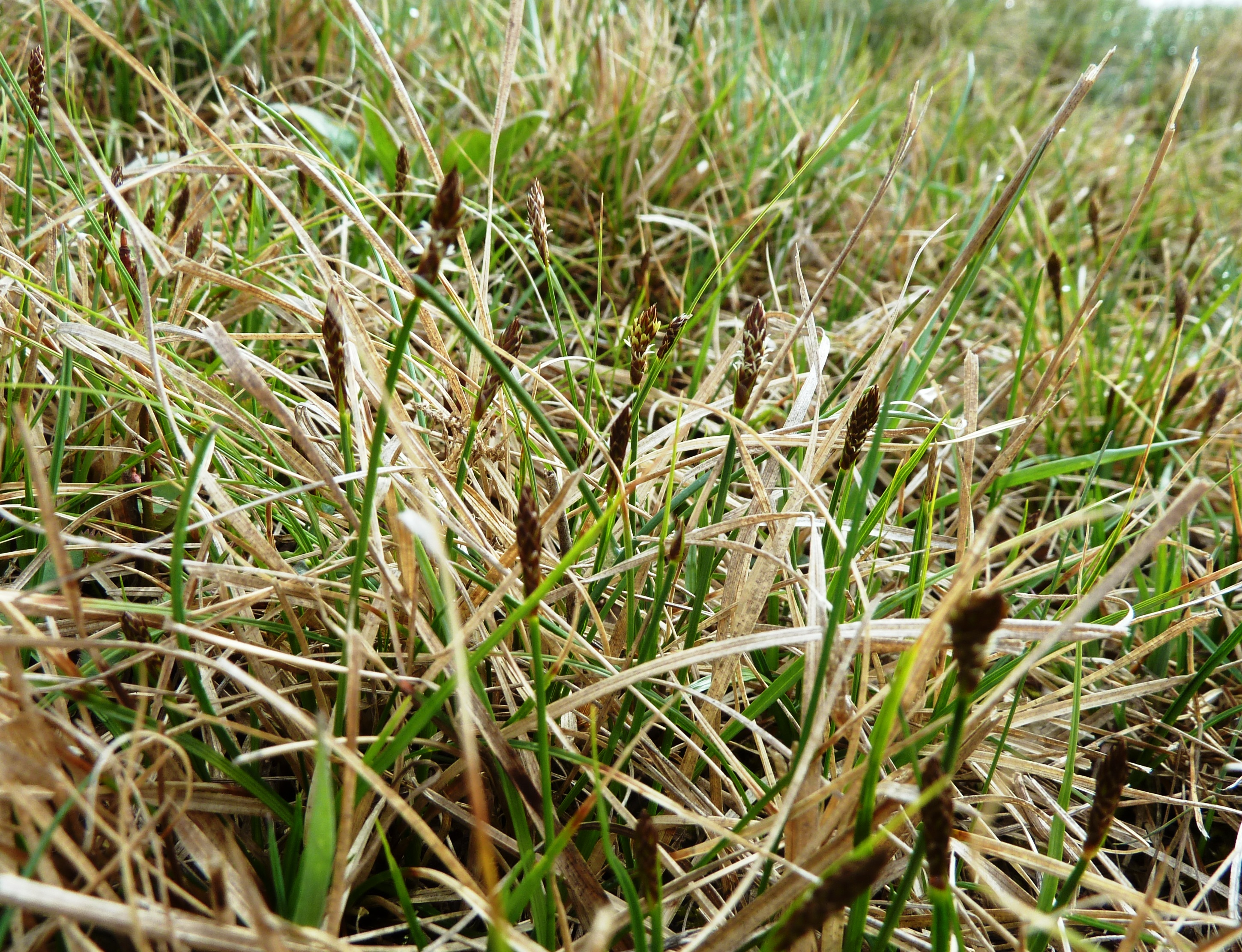
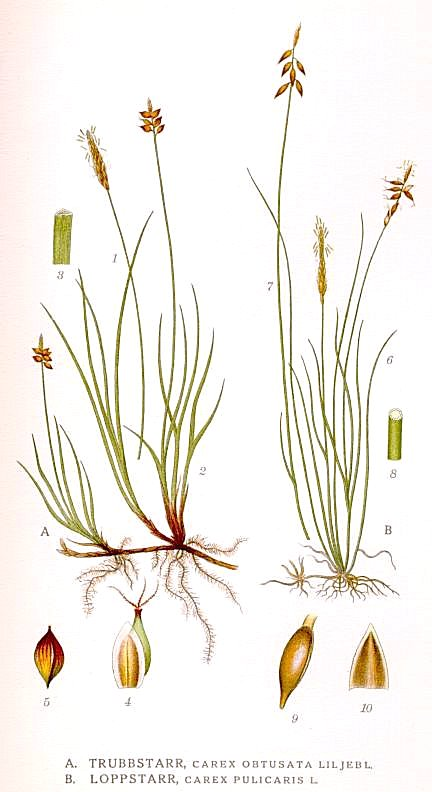
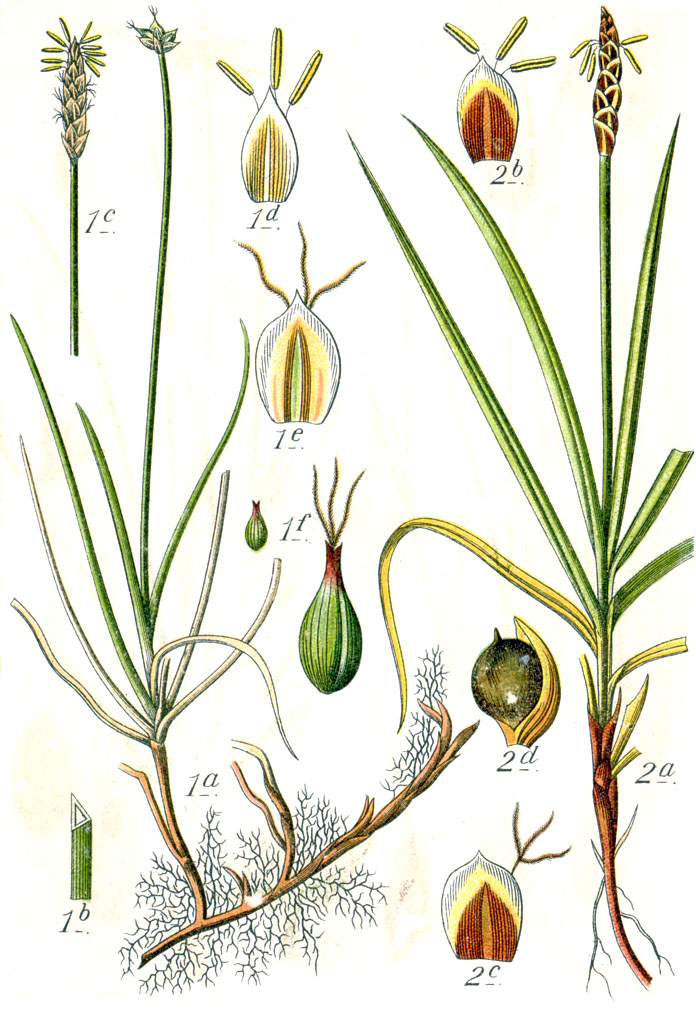